# (464467) 2016 BV46
(464467) 2016 BV46 es un asteroide perteneciente al cinturón de asteroides, descubierto el 9 de noviembre de 2009 por el equipo Spacewatch desde el Observatorio Nacional de Kitt Peak (Arizona, Estados Unidos).